# Ляо Гуйфан
Ляо Гуйфан (кит. упр. 廖桂芳, пиньинь Liao Guifang; род. 5 октября 2001, Чантин, Фуцзянь) — китайская тяжелоатлетка, выступающая в весовой категории до 71 кг. Двукратная чемпионка мира 2023 и 2024 годов, чемпионка Азии 2023 года.

## Карьера
С сентября 2010 года занималась тяжёлой атлетикой в спортивной школе округа Лунъянь (тренер Цю Сюань), с марта 2015 года — в спортивной школе провинции Фуцзянь (тренер Чжоу Цзицинь), с сентября 2015 года входит в команду провинции Фуцзянь (тренеры Чэнь Юн, Чэнь Сяотин, Гуань Юнмэй). На Спартакиаде народов КНР 2021 года установила рекорд Китая среди молодёжи по сумме (264 кг). На чемпионате мира 2022 года, который состоялся в Боготе, китайская спортсменка стала четвёртой в категории до 71 кг с результатом 250 кг по сумме двух упражнений. Стала обладательницей малой золотой медали в толчке (140 кг). На отборочном турнире к чемпионату установила неофициальный мировой рекорд в рывке (118 кг).
В 2023 году на чемпионате Азии в Южной Корее Ляо стала чемпионкой в категории до 71 кг с результатом 268 кг.
В Саудовской Аравии, где состоялся Чемпионат мира по тяжёлой атлетике 2023 года, китайская спортсменка в категории до 71 кг завоевала золотую медаль чемпионата мира с результатом 273 кг по сумме двух упражнений, установив два мировых рекорда в толчке и по сумме. Малые золотые медали в упражнениях также достались ей.
На чемпионате мира 2024 года, который состоялся в Бахрейне, китайская спортсменка завоевала золотую медаль в категории до 81 кг с результатом 278 кг по сумме двух упражнений. В каждом из отдельных упражнений она также стала победителем. 

## Спортивные результаты
| Год  | Соревнование                 | Место проведения | Весовая категория | Рывок        | Толчок    | Сумма двоеборья | Место |
| 2017 | Чемпионат Азии среди юношей  | Катманду         | до 63 кг          | 92 кг        | 105 кг    | 197 кг          | 2     |
| 2017 | Чемпионат Азии среди юниоров | Катманду         | до 63 кг          | 92 кг        | 105 кг    | 197 кг          | 3     |
| 2018 | Чемпионат Китая среди юношей | Хайнин           | до 63 кг          | 95 кг        | 113 кг    | 208 кг          | 1     |
| 2019 | Чемпионат мира среди юниоров | Сува             | до 64 кг          | 102 кг       | 128 кг    | 230 кг          | 1     |
| 2019 | Национальные юношеские игры  | Тайюань          | до 64 кг          | 105 кг       | ?         | ?               | 2     |
| 2020 | Чемпионат Китая              | Шаоян            | до 71 кг          | 116 кг       | 139 кг    | 255 кг          | 1     |
| 2021 | Чемпионат Китая              | Цзяншань         | до 76 кг          | 115 кг       | 140 кг    | 255 кг          | 2     |
| 2021 | Спартакиада народов КНР      | Шэньси           | до 76 кг          | 119 кг       | 145 кг    | 264 кг          | 2     |
| 2022 | Отборочный турнир            | ?                | до 71 кг          | 118 кг WR    | ?         | ?               | 1     |
| 2022 | Чемпионат мира               | Богота           | до 71 кг          | 110 кг       | 140 кг    | 250 кг          | 4     |
| 2023 | Чемпионат Азии               | Чинджу           | до 71 кг          | 120 кг WR AR | 148 кг    | 268 кг WR       | 1     |
| 2023 | Чемпионат мира               | Эр-Рияд          | до 71 кг          | 120 кг       | 153 кг WR | 273 кг WR       | 1     |
| 2023 | Летние Азиатские игры        | Ханчжоу          | до 76 кг          | 113 кг       | —         | —               | —     |
| 2023 | IWF Grand Prix II            | Доха             | до 71 кг          | 116 кг       | 148 кг    | 264 кг          | 2     |
| 2024 | Чемпионат мира               | Манама           | до 81 кг          | 123 кг       | 155 кг    | 278 кг          | 1     |